# 9K116 Bastion
9K116 Bastion – radziecki zestaw przeciwpancerny składający się z aparatury kierującej i wystrzeliwanego z armaty czołgowej przeciwpancernego pocisku kierowanego 9M117 (kod NATO AT-10 Stabber). Odmianami tego systemu są systemy przeciwpancerne 9K116 Kastet, 9K116 Baszta i 9K116-1 Szeksna.

## 9M117

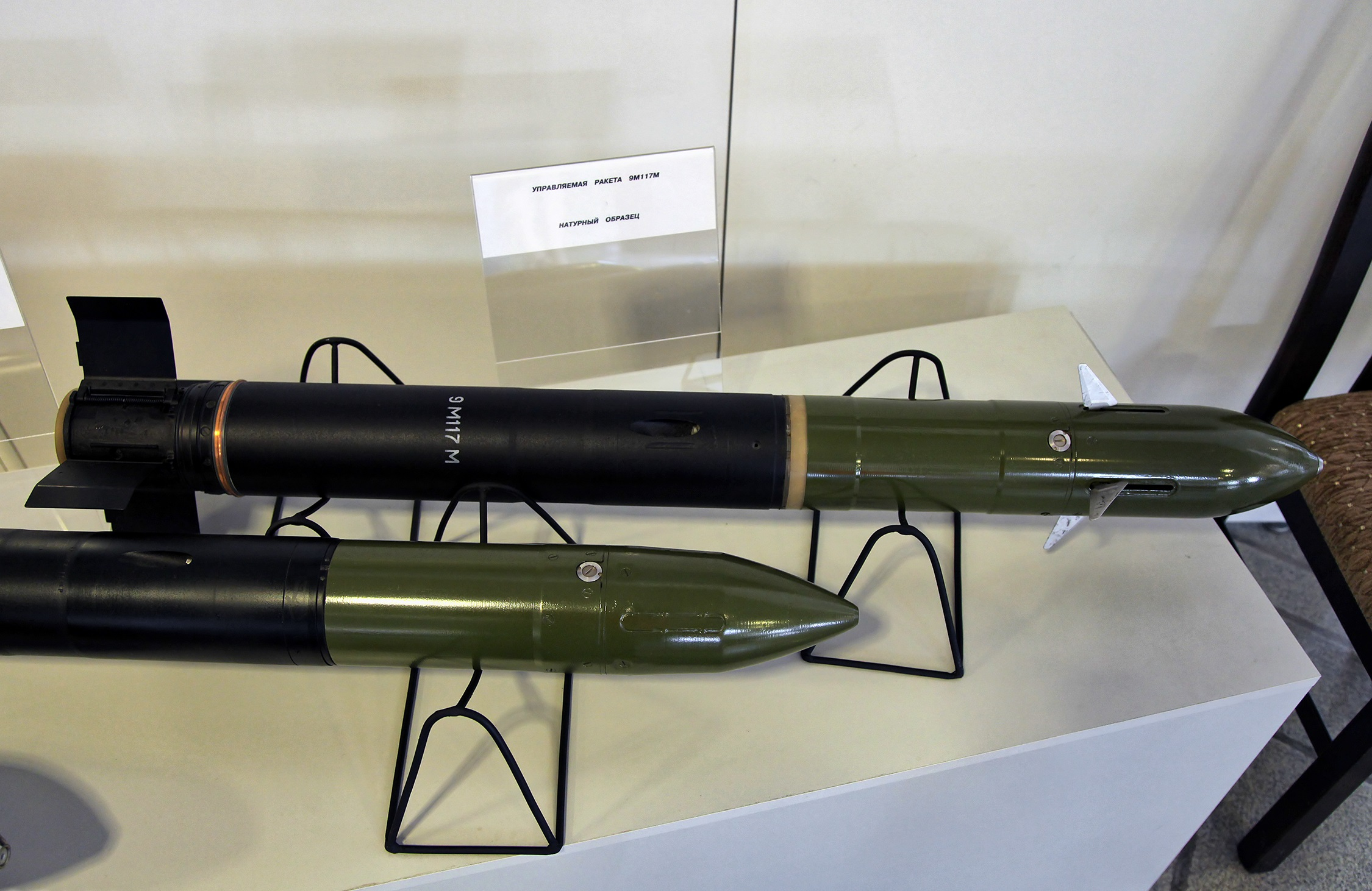
9M117

Pocisk 9M117 został wprowadzony w roku 1981. ma kaliber 100 mm. W przedniej części pocisku znajduje się przedział elektroniki i napędy sterów. Za nim umieszczono ładunek kumulacyjny. Tylna część pocisku mieści silnik marszowy i sensory wykrywające promieniowanie laserowe. Do tylnej części pocisku są też zamocowane rozkładane stabilizatory o rozpiętości 255 mm. 9M117 jest naprowadzany na cel w modulowanej wiązce laserowej emitowanej przez dalmierz laserowy. 
Zmodyfikowaną wersją pocisku 9M117 jest 9M117M z roku 1993. Jest on wyposażony w dwa ładunki kumulacyjne. Pierwszy z nich ma za zadanie zdetonować pancerz reaktywny, drugi przebić zasadniczy pancerz. W roku 2005 wprowadzono kolejną wersję, 9M117M1, o zwiększonym zasięgu i przebijalności pancerza. 
Pociski 9M117 i 9M117M mogą być odpalane w trzech trybach:
- podstawowym - wiązka lasera pokrywa się z linią celowania, a lufa ma niewielki kąt podniesienia. Wystrzelony pocisk wznosi się nad linię celowania i po kilkuset metrach obniża się wchodząc w wiązkę lasera.
- z przewyższeniem wiązki laserowej - wiązka lasera i lufa mają niewielki kąt podniesienia. Wystrzelony pocisk leci około 5 m nad ziemią (3 m nad linią celowania). Kiedy odległość pocisku do celu spada poniżej 500 m wiązka lasera zostaje obniżona i pokrywa się z liną celowania. W tym trybie cel nie jest podświetlany przez cały czas ataku, a więc ma mniejszą szansę na skuteczne uniknięcie ataku.
- zapasowy - wiązka lasera i lufa armaty są równoległe do osi celowania. Wadą tego trybu jest większe ryzyko uderzenia ppk w ziemię, zaletą minimalna odległość odpalenia wynosząca tylko 100 m. Tryb ten jest stosowany do zwalczania celów z odległości poniżej 1000 m.

## 9K116 Bastion
Prace nad zestawem 9K116 Bastion rozpoczęto około 1980 roku. Celem prac było skonstruowanie ppk wystrzeliwanego z armaty czołgowej D-10T2S w którą wyposażony był czołg T-55. Zestaw składa się z wyposażonego w dalmierz laserowy celownika 1K13 i ppk 9M117 scalonego z łuską naboju 100 mm. Kompletny nabój ma oznaczenie ZUBK-10-1 (ppk 9M117) i ZUBK-10M-1 (z ppk 9M117M). Ponieważ celownik nie jest stabilizowany strzelanie może odbywać się tylko z postojów. Czołgi T-55 AM2B posiadają w jednostce ognia 6 ppk 9M117.

## 9K116 Kastet
Zestaw 9K116 Kastet wdrożono około 1985 roku. Zestaw składa się z wyposażonego w dalmierz laserowy celownika i ppk 9M117 scalonego z łuską naboju 100 mm armaty przeciwpancernej MT-12. Kompletny nabój ma oznaczenie ZUBK-10 (ppk 9M117) i ZUBK-10M (z ppk 9M117M).

## 9K116 Baszta
Zestaw 9K116 Baszta wdrożono około 1983 roku. Celem prac było skonstruowanie ppk wystrzeliwanego z armaty czołgowej 2A70 w którą wyposażony jest bwp BMP-3. Zestaw składa się z wyposażonego w dalmierz laserowy celownika 1K13-2 i ppk 9M117 scalonego z łuską naboju 100 mm. Kompletny nabój ma oznaczenie ZUBK-10-3 (ppk 9M117) i ZUBK-10M-3 (z ppk 9M117M).

## 9K116-1 Szeksna
Zestaw 9K116-1 Szeksna wdrożono około 1985 roku. Celem prac było skonstruowanie ppk wystrzeliwanego z armaty czołgowej 2A20 w którą wyposażony jest czołg T-62. Zestaw składa się z wyposażonego w dalmierz laserowy celownika 1K13-2 i ppk 9M117 scalonego z łuską naboju 115 mm. Kompletny nabój ma oznaczenie ZUBK-10-2 (ppk 9M117) i ZUBK-10M-2 (z ppk 9M117M).

## Dane taktyczno-techniczne
Pocisk 9M117:
- kaliber: 100 mm
- masa: 18,4 kg (ppk)
- długość 1084 mm
- zasięg: 100–4000 m
- prędkość średnia: 375 m/s
- przebijalność: 275 mm (600 mm przez pancerz niereaktywny[1])

Pocisk 9M117M:
- masa: 18,4 kg (ppk)
- długość 1106 mm (lub 1140 mm[1])
- zasięg: 100–4000 m (lub 100–5500 m[1])
- prędkość średnia: 375 m/s
- przebijalność: 550 mm (550 mm przez pancerz reaktywny[1]; 750 mm przez pancerz niereaktywny[1]))

Pocisk 9M117M1:
- zasięg: 100–6000 m
- przebijalność: 750 mm przez pancerz reaktywny; 850 mm przez pancerz niereaktywny